# Sauris muscosa
Sauris muscosa är en fjärilsart som beskrevs av Rothschild 1915. Sauris muscosa ingår i släktet Sauris och familjen mätare. Inga underarter finns listade.